# یوریس گراندژین
یوریس گراندژین (فرانسوی: Club Natation Liège‎؛ زادهٔ ۲۰ مارس ۱۹۸۹) ورزشکار در رشته شنا اهل بلژیک است.
وی در مسابقات کشوری و بین‌المللی در مجموع برندهٔ ۲ مدال طلا، ۱ مدال نقره، ۲ مدال برنز شده‌است. او از شناگران بازی‌های المپیک تابستانی ۲۰۰۸ بود.